# Miss sporta Hrvatske
Izbor za Miss sporta Hrvatske natjecanje je za najljepšu sportašicu u Hrvatskoj koje se održava od 1992. godine. Osim titule za prvo mjesto, natjecateljicama se dodjeljuju nagrade, proizvodi sponzora natjecanja. Finalistice se ocjenjuju prema izgledu u različitim odjevnim kombinacijama sponzora, kao i po predstavljanju svoga sporta u talent showu.

## Pobjednice
Slijedi popis pobjednica izbora za Miss sporta Hrvatske:
- 1992. Snježana Bošnjak (ritmička gimnastika)
- 1993. Jadranka Zaradić (padobranstvo)
- 1994. Ivana Putarek (rukomet)
- 1995. Zrinka Gredelj (sportski ples)
- 1996. Vlatka Matić (sinkronizirano plivanje)
- 1997. Kristina Topić (atletika)
- 1998. Dvina Meler (karate)
- 1999. Marina Milas (košarka)
- 2000. Dina Đolić (odbojka)
- 2001. Valerija Čilaš (atletika)
- 2002. Mia Šiogar (rukomet)
- 2003. Branka Vidović (akrobatski rock and roll)
- 2004. Stefany Hohnjec (ritmička gimnastika)
- 2005. Marija Bakula (odbojka)
- 2006. nije dodijeljeno
- 2007. Andreja Čečura (show dance)
- 2008. Martina Hamp (odbojka)
- 2009. Sandra Bošnjak (rukomet)
- 2010. Lana Jerčinović (ples)
- 2011. Kristina Vilk (atletika)
- 2012. Kristina Knezović (odbojka)
- 2013. Lucija Tadić (akrobatski rock and roll)
- 2014. Nikolina Klasnetić (body fitness)
- 2015. Elena Dizdar (taekwondo)
- 2016. Cindy Šoštarić (plivanje)
- 2017. Leonarda Farkaš (atletika)
- 2018. Ivana Jurković (veslanje)
- 2019. Anja Ožanić (skokovi u vodu)
- 2020. Amina Kajtaz (plivanje)
- 2021. Borna Mohač (tenis)
- 2022. Magdalena Orlić (odbojka)
- 2023. Kristina Sajko (atletika)
- 2024. Lara Silić (atletika)
- 2025. Larisa Bertović (mažoretkinje)